# Cameo (Band)
Cameo ist ein aus der Band The New York City Players hervorgegangenes Funk- und R&B-Projekt des Musikers Larry Blackmon.

## Bandgeschichte
1974 wurde die damals 13-köpfige Band durch Larry Blackmon, der eine Ausbildung an der anerkannten Julliard-Musikhochschule in New York absolvierte, ins Leben gerufen. Später dann wurde aus den New York City Players die Musikgruppe Cameo.
Die ersten Alben Cardiac Arrest, Ugly Ego, We All Know Who We Are und Secret Omen erschienen auf dem Casablanca Record & FilmWorks-Sublabel Chocolate City Records und enthalten Dancetracks wie Rigor Mortis, I Just Want to Be und Find My Way, der ein großer Diskothekenhit wurde und ebenfalls auf dem Soundtrack zu Thank God It’s Friday zu finden ist.
Als das Album Cameosis 1980 veröffentlicht wurde, hatte Cameo durch Singles wie Shake Your Pants schon einen beträchtlichen Bekanntheitsgrad erlangt. Die Longplayer Knights of the Sound Table (1981) und Alligator Woman (1982) zeigten die musikalische Vielseitigkeit der Band.
Mitte der 1980er Jahre war Cameo bereit sich weiterzuentwickeln. Die Formation wurde auf Larry Blackmon, Tomi Jenkins, Nathan Leftenant und Charles Singleton reduziert. Durch den Einfluss neuer Bands, die sich vor allen Dingen im Bereich des Electronic Funk breitmachten, trieb Larry Blackmon seine Gruppe ebenfalls in diese Musikrichtung. Schneidende Synthesizersounds, eckige vom Computer gespielte Schlagzeugbeats und präzise Basslinien bilden die Grundlage ihres Stils.
Die Auskoppelung She’s Strange vom gleichnamigen Album wurde ein Nummer-eins-Hit in den R&B-Charts der USA. Die Folgesingles Talkin’ Out the Side of Your Neck und Hangin Downtown waren weniger erfolgreich. Der größte Cameo-Hit Word Up! kam Mitte 1986 auf den Markt (Charles Singleton hatte die Band bereits verlassen). Durch die gekonnte Verbindung zwischen Funk- und Popelementen schufen sie dabei einen tanzbaren Ohrwurm, der in dieser Zeit weltweit von Radiostationen und Club-DJs gespielt wurde und die Gruppe zu Superstars machte. Die nachfolgenden Lieder Candy und Back and Forth waren ebenfalls große Erfolge für das Funktrio. Ende 1986 schien es, als ob Word Up! überall zu hören war: im Radio, in den Clubs, MTV, in der Coca-Cola Werbung. Sogar im alltäglichen Sprachgebrauch war Word Up! immer häufiger zu hören, da es sich zum nationalen Schlagwort entwickelte.
Vor der Veröffentlichung ihres Nachfolgealbums machte die Band erstmal eine Pause, bevor sie zwei Jahre später die Platte Machismo herausbrachte, die von Kritikern positiv aufgenommen wurde. Das Stück In the Night wurde zusammen mit Miles Davis aufgenommen. Auch das Album Emotional Violence, das 1991 veröffentlicht wurde, kam bei Kritikern gut an, konnte aber nicht mehr an den Erfolg von Word Up! anknüpfen. Es folgten noch die Longplayer In the Face of Funk (1994) und Sexy Sweet Thing (2000), der Erfolg Cameos ließ aber weiter nach.

## Diskografie
Studioalben

| Jahr | Titel Musiklabel                                        | Höchstplatzierung, Gesamtwochen, AuszeichnungChartplatzierungen (Jahr, Titel, Musiklabel, Platzierungen, Wochen, Auszeichnungen, Anmerkungen) | Höchstplatzierung, Gesamtwochen, AuszeichnungChartplatzierungen (Jahr, Titel, Musiklabel, Platzierungen, Wochen, Auszeichnungen, Anmerkungen) | Höchstplatzierung, Gesamtwochen, AuszeichnungChartplatzierungen (Jahr, Titel, Musiklabel, Platzierungen, Wochen, Auszeichnungen, Anmerkungen) | Höchstplatzierung, Gesamtwochen, AuszeichnungChartplatzierungen (Jahr, Titel, Musiklabel, Platzierungen, Wochen, Auszeichnungen, Anmerkungen) | Höchstplatzierung, Gesamtwochen, AuszeichnungChartplatzierungen (Jahr, Titel, Musiklabel, Platzierungen, Wochen, Auszeichnungen, Anmerkungen) | Höchstplatzierung, Gesamtwochen, AuszeichnungChartplatzierungen (Jahr, Titel, Musiklabel, Platzierungen, Wochen, Auszeichnungen, Anmerkungen) | Anmerkungen                                                        |
| Jahr | Titel Musiklabel                                        | DE | AT | CH | UK | US | R&B | Anmerkungen                                                        |
| ---- | ------------------------------------------------------- | --- | --- | --- | --- | --- | --- | ------------------------------------------------------------------ |
| 1977 | Cardiac Arrest Chocolate City Records                   | — | — | — | — | US116 (15 Wo.)US | R&B16 (25 Wo.)R&B | Erstveröffentlichung: 29. Juni 1977 Produzent: Larry Blackmon      |
| 1978 | We All Know Who We Are Chocolate City Records           | — | — | — | — | US58 (23 Wo.)US | R&B15 (25 Wo.)R&B | Erstveröffentlichung: 2. Januar 1978 Produzent: Larry Blackmon     |
| 1978 | Ugly Ego Chocolate City Records                         | — | — | — | — | US83 (15 Wo.)US | R&B16 (17 Wo.)R&B | Erstveröffentlichung: 25. September 1978 Produzent: Larry Blackmon |
| 1979 | Secret Omen Chocolate City Records                      | — | — | — | — | US46 Gold · (21 Wo.)US | R&B4 (34 Wo.)R&B | Erstveröffentlichung: 25. Juni 1979 Produzent: Larry Blackmon      |
| 1980 | Cameosis Chocolate City Records                         | — | — | — | — | US25 Gold · (26 Wo.)US | R&B1 (29 Wo.)R&B | Erstveröffentlichung: 24. April 1980 Produzent: Larry Blackmon     |
| 1980 | Feel Me Chocolate City Records                          | — | — | — | — | US44 Gold · (17 Wo.)US | R&B6 (37 Wo.)R&B | Erstveröffentlichung: 6. Oktober 1980 Produzent: Larry Blackmon    |
| 1981 | Knights of the Sound Table Chocolate City Records       | — | — | — | — | US44 Gold · (13 Wo.)US | R&B2 (24 Wo.)R&B | Erstveröffentlichung: 18. Mai 1981 Produzent: Larry Blackmon       |
| 1982 | Alligator Woman Chocolate City Records                  | — | — | — | — | US23 Gold · (24 Wo.)US | R&B6 (32 Wo.)R&B | Erstveröffentlichung: 22. März 1982 Produzent: Larry Blackmon      |
| 1983 | Style Atlanta Artists                                   | — | — | — | — | US53 (12 Wo.)US | R&B14 (22 Wo.)R&B | Erstveröffentlichung: 11. April 1983 Produzent: Larry Blackmon     |
| 1984 | She’s Strange Atlanta Artists                           | — | — | — | — | US27 Gold · (24 Wo.)US | R&B1 (32 Wo.)R&B | Erstveröffentlichung: 16. Januar 1984 Produzent: Larry Blackmon    |
| 1985 | Single Life Atlanta Artists                             | — | — | — | UK66 (12 Wo.)UK | US58 Gold · (27 Wo.)US | R&B2 (33 Wo.)R&B | Erstveröffentlichung: 17. Juni 1985 Produzent: Larry Blackmon      |
| 1986 | Word Up! Atlanta Artists                                | DE34 (9 Wo.)DE | — | CH30 (1 Wo.)CH | UK7 Gold · (34 Wo.)UK | US8 Platin · (54 Wo.)US | R&B1 (52 Wo.)R&B | Erstveröffentlichung: 9. September 1986 Produzent: Larry Blackmon  |
| 1988 | Machismo Atlanta Artists                                | — | — | — | UK86 (1 Wo.)UK | US56 Gold · (19 Wo.)US | R&B10 (35 Wo.)R&B | Erstveröffentlichung: 17. Oktober 1988 Produzent: Larry Blackmon   |
| 1990 | Real Men … Wear Black Atlanta Artists                   | — | — | — | — | US84 (8 Wo.)US | R&B18 (18 Wo.)R&B | Erstveröffentlichung: 11. Februar 1990 Produzent: Larry Blackmon   |
| 1994 | In the Face of Funk Way Too Funky / Raging Bull Records | — | — | — | — | — | R&B83 (4 Wo.)R&B | Erstveröffentlichung: 18. Oktober 1994 Produzent: Larry Blackmon   |
| 2000 | Sexy Sweet Thing Private I Records / Universal          | — | — | — | — | — | R&B64 (12 Wo.)R&B | Erstveröffentlichung: 18. April 2000 Produzent: Larry Blackmon     |

grau schraffiert: keine Chartdaten aus diesem Jahr verfügbar